# Йени махала (квартал в Кючюкчекмедже)
„Йени махала“ (на турски: Yenimahalle) е квартал на Истанбул, разположен в градска околия Кючюкчекмедже. Според данни на Адресната система за регистриране на населението (ABPRS) към 2023 г. населението на „Йени махала“ е 20 389 жители.